# Enderlin
Enderlin é uma cidade localizada no estado norte-americano de Dacota do Norte, no Condado de Cass e Condado de Ransom.

## Demografia
Segundo o censo norte-americano de 2000, a sua população era de 947 habitantes.
Em 2006, foi estimada uma população de 1035, um aumento de 88 (9.3%).

## Geografia
De acordo com o United States Census Bureau tem uma área de
3,7 km², dos quais 3,7 km² cobertos por terra e 0,0 km² cobertos por água.

## Localidades na vizinhança
O diagrama seguinte representa as localidades num raio de 24 km ao redor de Enderlin.